# Evolução do Colégio dos Cardeais sob o pontificado de Pio VI
Abaixo está a evolução do colégio de cardeais durante o pontificado de Pio VI (15 de fevereiro de 1775 – 29 de agosto de 1799) e a subsequente vaga vaga (29 de agosto de 1799 – 14 de março de 1800).

## Composição para consistório
| Consistório                    | 1774-75 | 1799-1800 |
| ------------------------------ | ------- | --------- |
| 16 julho de 1721               | 1       |           |
| Consistórios de Inocêncio XIII | 1       | 0         |
| 9 de setembro de 1743          | 2       |           |
| 10 de abril de 1747            | 2       | 1         |
| 3 julho 1747                   | 1       | 1         |
| 26 de novembro de 1753         | 3       |           |
| 22 de abril de 1754            | 1       |           |
| 5 de abril de 1756             | 4       |           |
| Consistórios de Bento XIV      | 13      | 2         |
| 11 de setembro de 1758         | 1       |           |
| 2 de outubro de 1758           | 1       |           |
| 24 de setembro de 1759         | 6       |           |
| 23 de novembro de 1761         | 4       | 1         |
| 18 julho 1763                  | 2       |           |
| 21 julho 1766                  | 2       |           |
| 26 de setembro de 1766         | 7       |           |
| Consistórios de Clemente XIII  | 23      | 1         |
| 29 de janeiro de 1770          | 1       |           |
| 6 de agosto de 1770            | 1       |           |
| 10 de setembro de 1770         | 2       |           |
| 12 de dezembro de 1770         | 2       |           |
| 17 de junho de 1771            | 2       |           |
| 23 de setembro de 1771         | 1       |           |
| 16 de dezembro de 1771         | 1       |           |
| 14 de dezembro de 1772         | 1       |           |
| 15 de março de 1773            | 1       |           |
| 19 de abril de 1773            | 2       | 2         |
| 26 de abril de 1773            | 2       |           |
| Consistórios de Clemente XIV   | 16      | 2         |
| 24 de abril de 1775            |         | 1         |
| 15 de abril de 1776            |         | 1         |
| 20 de maio de 1776             |         | 1         |
| 23 de junho de 1777            |         | 3         |
| 1º de junho de 1778            |         | 4         |
| 12 de julho de 1779            |         | 2         |
| 16 de dezembro de 1782         |         | 1         |
| 20 de setembro de 1784         |         | 1         |
| 14 de fevereiro de 1785        |         | 7         |
| 18 de dezembro de 1786         |         | 1         |
| 29 de janeiro de 1787          |         | 1         |
| 7 de abril de 1788             |         | 1         |
| 30 de março de 1789            |         | 5         |
| 3 de agosto de 1789            |         | 1         |
| 26 de setembro de 1791         |         | 1         |
| 18 de junho de 1792            |         | 1         |
| 21 de fevereiro de 1794        |         | 7         |
| 1º de junho de 1795            |         | 1         |
| Consistórios de Pio VI         |         | 40        |
| Total                          | 53      | 45        |

## Lista de eventos
| Data                    | Evento                                                                                            | Cardeais |
| ----------------------- | ------------------------------------------------------------------------------------------------- | -------- |
| 15 de fevereiro de 1775 | Eleição papal do Cardeal Giovanni Angelico Braschi com o nome de Pio VI                           | 52       |
| 21 de março de 1775     | Morte do Cardeal Francisco de Solís Folch de Cardona (62 anos)                                    | 51       |
| 24 de abril de 1775     | criação de 2 cardeais                                                                             | 53       |
| 24 de abril de 1775     | Leonardo Antonelli                                                                                | 53       |
| 24 de abril de 1775     | Bernardino de Vecchi                                                                              | 53       |
| 29 de maio de 1775      | criação de 1 cardeal in pectore                                                                   | 53       |
| 24 de junho de 1775     | Morte do Cardeal Antonino Sersale (72 anos)                                                       | 52       |
| 17 de julho de 1775     | criação de 2 cardeais in pectore                                                                  | 52       |
| 11 de setembro de 1775  | Revelação 1 in pectore                                                                            | 53       |
| 11 de setembro de 1775  | Giovanni Carlo Bandi                                                                              | 53       |
| 16 de outubro de 1775   | Morte do Cardeal Franz Konrad Kasimir Ignaz von Rodt (69 anos)                                    | 52       |
| 13 de novembro de 1775  | criação de 1 cardeal + Revelação 2 in pectore                                                     | 55       |
| 13 de novembro de 1775  | Francesco Maria Banditi, C.R.                                                                     | 55       |
| 13 de novembro de 1775  | Ignazio Gaetano Boncompagni Ludovisi                                                              | 55       |
| 13 de novembro de 1775  | Juan Tomás de Boxadors, O.P.                                                                      | 55       |
| 3 de dezembro de 1775   | Morte do Cardeal Vincenzo Malvezzi Bonfioli (60 anos)                                             | 54       |
| 7 de dezembro de 1775   | Morte do Cardeal Fabrizio Serbelloni (80 anos)                                                    | 53       |
| 24 de dezembro de 1775  | Morte do Cardeal Bernardino de Vecchi (76 anos)                                                   | 52       |
| 15 de abril de 1776     | criação de 2 cardeais in pectore                                                                  | 52       |
| 27 de abril de 1776     | Morte do Cardeal Simone Buonaccorsi (67 anos)                                                     | 51       |
| 20 de maio de 1776      | criação de 2 cardeais + Revelação 2 in pectore                                                    | 55       |
| 20 de maio de 1776      | Luigi Valenti Gonzaga                                                                             | 55       |
| 20 de maio de 1776      | Giovanni Archinto                                                                                 | 55       |
| 20 de maio de 1776      | Guido Calcagnini                                                                                  | 55       |
| 20 de maio de 1776      | Angelo Maria Durini                                                                               | 55       |
| 12 de agosto de 1776    | Morte do Cardeal Benedetto Veterani (72 anos)                                                     | 54       |
| 1 de novembro de 1776   | Morte do Cardeal Francisco de Saldanha da Gama (53 anos)                                          | 53       |
| 2 de janeiro de 1777    | Morte do Cardeal Urbano Paracciani Rutili (61 anos)                                               | 52       |
| 6 de janeiro de 1777    | Morte do Cardeal Ludovico Maria Torriggiani (79 anos)                                             | 51       |
| 20 de março de 1777     | Morte do Cardeal Jean-François-Joseph Rochechouart de Faudoas (69 anos)                           | 50       |
| 6 de maio de 1777       | Morte do Cardeal Buenaventura de Córdoba Espínola de la Cerda (53 anos)                           | 49       |
| 23 de junho de 1777     | criação de 4 cardeais + 6 in pectore                                                              | 53       |
| 23 de junho de 1777     | Bernardino Honorati                                                                               | 53       |
| 23 de junho de 1777     | Marcantonio Marcolini                                                                             | 53       |
| 23 de junho de 1777     | Guglielmo Pallotta                                                                                | 53       |
| 23 de junho de 1777     | Gregorio Antonio Maria Salviati                                                                   | 53       |
| 27 de outubro de 1777   | Morte do Cardeal Charles-Antoine de La Roche-Aymon (80 anos)                                      | 52       |
| 15 de dezembro de 1777  | Revelação 2 in pectore                                                                            | 54       |
| 15 de dezembro de 1777  | Andrea Gioannetti, O.S.B.Cam.                                                                     | 54       |
| 15 de dezembro de 1777  | Hyacinthe Sigismond Gerdil, B.                                                                    | 54       |
| 1º de junho de 1778     | criação de 10 cardeais                                                                            | 64       |
| 1º de junho de 1778     | Francisco Javier Delgado y Venegas                                                                | 64       |
| 1º de junho de 1778     | Dominique de La Rochefoucald                                                                      | 64       |
| 1º de junho de 1778     | Johann Heinrich von Frankenberg                                                                   | 64       |
| 1º de junho de 1778     | József Batthyány                                                                                  | 64       |
| 1º de junho de 1778     | Tommaso Maria Ghilini                                                                             | 64       |
| 1º de junho de 1778     | Carlo Giuseppe Filippa della Martiniana                                                           | 64       |
| 1º de junho de 1778     | Louis-René-Édouard de Rohan-Guéménée                                                              | 64       |
| 1º de junho de 1778     | Fernando de Sousa e Silva                                                                         | 64       |
| 1º de junho de 1778     | Giovanni III Cornaro                                                                              | 64       |
| 1º de junho de 1778     | Romoaldo Guidi                                                                                    | 64       |
| 1 de outubro de 1778    | Morte do Cardeal Gaetano Fantuzzi (70 anos)                                                       | 63       |
| 11 de março de 1779     | Morte do Cardeal Louis César Constantin de Rohan (81 anos)                                        | 62       |
| 12 de julho de 1779     | criação de 1 cardeal + 1 in pectore                                                               | 63       |
| 12 de julho de 1779     | František Herzan von Harras                                                                       | 63       |
| 11 de dezembro de 1779  | Morte do Cardeal Alessandro Albani (87 anos)                                                      | 62       |
| 9 de abril de 1780      | Morte do Cardeal Giuseppe Maria Castelli (74 anos)                                                | 61       |
| 23 de abril de 1780     | Morte do Cardeal Romoaldo Guidi (58 anos)                                                         | 60       |
| 22 de setembro de 1780  | Morte do Cardeal Giovanni Costanzo Caracciolo (64 anos)                                           | 59       |
| 4 de dezembro de 1780   | Morte do Cardeal Pietro Colonna Pamphili (54 anos)                                                | 58       |
| 11 de dezembro de 1780  | criação de 1 cardeal + Revelação 2 in pectore                                                     | 61       |
| 11 de dezembro de 1780  | Giovanni Ottavio Manciforte Sperelli                                                              | 61       |
| 11 de dezembro de 1780  | Vincenzo Maria Altieri                                                                            | 61       |
| 11 de dezembro de 1780  | Paolo Francesco Antamori                                                                          | 61       |
| 16 de dezembro de 1780  | Morte do Cardeal Juan Tomás de Boxadors, O.P. (77 anos)                                           | 59       |
| 16 de dezembro de 1780  | Morte do Cardeal Gennaro Antonio de Simone (66 anos)                                              | 59       |
| 23 de dezembro de 1780  | Morte do Cardeal Mario Marefoschi (66 anos)                                                       | 58       |
| 5 de junho de 1781      | Morte do Cardeal Giovanni Ottavio Manciforte Sperelli (51 anos)                                   | 57       |
| 10 de dezembro de 1781  | Morte do Cardeal Francisco Javier Delgado y Venegas (67 anos)                                     | 56       |
| 5 de maio de 1782       | Morte do Cardeal Bernardino Giraud (60 anos)                                                      | 55       |
| 22 de maio de 1782      | Revelação 1 in pectore                                                                            | 56       |
| 22 de maio de 1782      | Alessandro Mattei                                                                                 | 56       |
| 18 de junho de 1782     | Morte do Cardeal Marcantonio Marcolini (60 anos)                                                  | 55       |
| 3 de agosto de 1782     | Morte do Cardeal Giovanni Ottavio Bufalini (73 anos)                                              | 54       |
| 9 de dezembro de 1782   | Morte do Cardeal Ludovico Calini (86 anos)                                                        | 53       |
| 16 de dezembro de 1782  | criação de 1 cardeal + 1 in pectore                                                               | 54       |
| 16 de dezembro de 1782  | Giuseppe Maria Capece Zurlo, C.R.                                                                 | 54       |
| 26 de dezembro de 1782  | Morte do Cardeal Scipione Borghese (48 anos)                                                      | 53       |
| 31 de janeiro de 1783   | Morte do Cardeal João Cosme da Cunha (67 anos)                                                    | 52       |
| 13 de março de 1783     | Morte do Cardeal Leopold Ernst von Firmian (48 anos)                                              | 51       |
| 27 de abril de 1783     | Morte do Cardeal Giuseppe Pozzobonelli (86 anos)                                                  | 50       |
| 21 de julho de 1783     | Morte do Cardeal Giovanni Battista Rezzonico (43 anos)                                            | 49       |
| 23 de janeiro de 1784   | Morte do Cardeal Carlo Vittorio Amedeo Ignazio delle Lanze (71 anos)                              | 48       |
| 23 de março de 1784     | Morte do Cardeal Giovanni Carlo Bandi (74 anos)                                                   | 47       |
| 22 de julho de 1784     | Morte do Cardeal Girolamo Spinola (73 anos)                                                       | 46       |
| 20 de setembro de 1784  | criação de 1 cardeal + 1 in pectore                                                               | 47       |
| 20 de setembro de 1784  | Giovanni Andrea Archetti                                                                          | 47       |
| 14 de fevereiro de 1785 | criação de 13 cardeal + 1 in pectore                                                              | 60       |
| 14 de fevereiro de 1785 | Giuseppe Garampi                                                                                  | 60       |
| 14 de fevereiro de 1785 | Giuseppe Maria Doria Pamphilj                                                                     | 60       |
| 14 de fevereiro de 1785 | Vincenzo Ranuzzi                                                                                  | 60       |
| 14 de fevereiro de 1785 | Nicola Colonna di Stigliano                                                                       | 60       |
| 14 de fevereiro de 1785 | Barnaba (na religião Gregório) Chiaramonti, O.S.B. (futuro Papa Pio VII)                          | 60       |
| 14 de fevereiro de 1785 | Muzio Gallo                                                                                       | 60       |
| 14 de fevereiro de 1785 | Giovanni de Gregorio                                                                              | 60       |
| 14 de fevereiro de 1785 | Giovanni Maria Riminaldi                                                                          | 60       |
| 14 de fevereiro de 1785 | Paolo Massei                                                                                      | 60       |
| 14 de fevereiro de 1785 | Francesco Carrara                                                                                 | 60       |
| 14 de fevereiro de 1785 | Fernando Spinelli                                                                                 | 60       |
| 14 de fevereiro de 1785 | Antonio Maria Doria Pamphilj                                                                      | 60       |
| 14 de fevereiro de 1785 | Carlo Livizzani Forni                                                                             | 60       |
| 23 de fevereiro de 1785 | Morte do Cardeal Lazzaro Opizio Pallavicini (65 anos)                                             | 59       |
| 9 de junho de 1785      | Morte do Cardeal Paolo Massei (72 anos)                                                           | 58       |
| 15 de novembro de 1785  | Morte do Cardeal Innocenzo Conti (54 anos)                                                        | 57       |
| 13 de fevereiro de 1786 | Suspensão do Cardeal Louis-René-Édouard de Rohan-Guéménée                                         | 56       |
| 11 de abril de 1786     | Morte do Cardeal Fernando de Sousa e Silva (73 anos)                                              | 55       |
| 31 de julho de 1786     | Morte do Cardeal Antonio Branciforte Colonna (75 anos)                                            | 54       |
| 18 de dezembro de 1786  | criação de 1 cardeal                                                                              | 56       |
| 18 de dezembro de 1786  | Romoaldo Braschi-Onesti                                                                           | 56       |
| 18 de dezembro de 1786  | Reintegração do Cardeal Louis-René-Édouard de Rohan-Guéménée                                      | 56       |
| 14 de janeiro de 1787   | Morte do Cardeal Antonio Casali (71 anos)                                                         | 55       |
| 29 de janeiro de 1787   | criação de 1 cardeal                                                                              | 56       |
| 29 de janeiro de 1787   | Filippo Carandini                                                                                 | 56       |
| 3 de abril de 1787      | Morte do Cardeal Tommaso Maria Ghilini (68 anos)                                                  | 55       |
| 4 de abril de 1787      | Morte do Cardeal Francesco D'Elci (79 anos)                                                       | 54       |
| 17 de dezembro de 1787  | Revelação 1 in pectore                                                                            | 55       |
| 17 de dezembro de 1787  | Raniero Finocchietti                                                                              | 55       |
| 21 de janeiro de 1788   | Morte do Cardeal Paul d'Albert de Luynes (86 anos)                                                | 54       |
| 29 de fevereiro de 1788 | Morte do Cardeal Pasquale Acquaviva d'Aragona (69 anos)                                           | 53       |
| 4 de março de 1788      | Morte do Cardeal Antonio Eugenio Visconti (74 anos)                                               | 52       |
| 7 de abril de 1788      | criação de 1 cardeal                                                                              | 53       |
| 7 de abril de 1788      | José Francisco Miguel António de Mendonça                                                         | 53       |
| 6 de setembro de 1788   | Morte do Cardeal Giovanni Carlo Boschi (73 anos)                                                  | 52       |
| 15 de dezembro de 1788  | criação de 1 cardeal                                                                              | 53       |
| 15 de dezembro de 1788  | Loménie de Brienne                                                                                | 53       |
| 17 de janeiro de 1789   | Morte do Cardeal Andrea Negroni (78 anos)                                                         | 52       |
| 10 de janeiro de 1789   | Morte do Cardeal Domenico Orsini de Aragão (69 anos)                                              | 51       |
| 29 de março de 1789     | Morte do Cardeal Giovanni III Cornaro (68 anos)                                                   | 50       |
| 30 de março de 1789     | criação de 9 cardeais                                                                             | 59       |
| 30 de março de 1789     | Antonino de Sentmenat y Castellá                                                                  | 59       |
| 30 de março de 1789     | Francisco Antonio de Lorenzana                                                                    | 59       |
| 30 de março de 1789     | Ignazio Busca                                                                                     | 59       |
| 30 de março de 1789     | Vittorio Maria Baldassare Gaetano Costa d'Arignano                                                | 59       |
| 30 de março de 1789     | Louis-Joseph de Montmorency-Laval                                                                 | 59       |
| 30 de março de 1789     | Joseph Franz Anton von Auersperg                                                                  | 59       |
| 30 de março de 1789     | Stefano Borgia                                                                                    | 59       |
| 30 de março de 1789     | Tommaso Antici                                                                                    | 59       |
| 30 de março de 1789     | Filippo Campanelli                                                                                | 59       |
| 3 de agosto de 1789     | criação de 1 cardeal                                                                              | 60       |
| 3 de agosto de 1789     | Ludovico Flangini                                                                                 | 60       |
| 12 de outubro de 1789   | Morte do Cardeal Giovanni Maria Riminaldi (71 anos)                                               | 59       |
| 9 de agosto de 1790     | Morte do Cardeal Ignazio Gaetano Boncompagni Ludovisi (47 anos)                                   | 58       |
| 11 de julho de 1791     | Morte do Cardeal Giovanni de Gregorio (62 anos)                                                   | 57       |
| 26 de setembro de 1791  | criação de 1 cardeal in pectore                                                                   | 56       |
| 26 de setembro de 1791  | Deposição do Cardeal Loménie de Brienne                                                           | 56       |
| 4 de maio de 1792       | Morte do Cardeal Giuseppe Garampi (66 anos)                                                       | 55       |
| 18 de junho de 1792     | criação de 1 cardeal                                                                              | 56       |
| 18 de junho de 1792     | Giovanni Battista Caprara                                                                         | 56       |
| 26 de março de 1793     | Morte do Cardeal Francesco Carrara (76 anos)                                                      | 55       |
| 7 de junho de 1793      | Morte do Cardeal Vitaliano Borromeo (73 anos)                                                     | 54       |
| 11 de outubro de 1793   | Morte do Cardeal Raniero Finocchietti (83 anos)                                                   | 53       |
| 4 de dezembro de 1793   | Morte do Cardeal Marcantonio Colonna (69 anos)                                                    | 52       |
| 21 de fevereiro de 1794 | criação de 8 cardeal + Revelação 2 in pectore                                                     | 62       |
| 21 de fevereiro de 1794 | Carlo Bellisomi                                                                                   | 62       |
| 21 de fevereiro de 1794 | Fabrizio Ruffo                                                                                    | 62       |
| 21 de fevereiro de 1794 | Antonio Dugnani                                                                                   | 62       |
| 21 de fevereiro de 1794 | Ippolito Antonio Vincenti Mareri                                                                  | 62       |
| 21 de fevereiro de 1794 | Jean-Siffrein Maury                                                                               | 62       |
| 21 de fevereiro de 1794 | Giovanni Battista Bussi de Pretis                                                                 | 62       |
| 21 de fevereiro de 1794 | Francesco Maria Pignatelli                                                                        | 62       |
| 21 de fevereiro de 1794 | Aurelio Roverella                                                                                 | 62       |
| 21 de fevereiro de 1794 | Giovanni Rinucci                                                                                  | 62       |
| 21 de fevereiro de 1794 | Filippo Lancellotti                                                                               | 62       |
| 13 de junho de 1794     | Morte do Cardeal Filippo Lancellotti (61 anos)                                                    | 61       |
| 5 de abril de 1794      | Morte do Cardeal Gregorio Antonio Maria Salviati (71 anos)                                        | 60       |
| 3 de novembro de 1794   | Morte do Cardeal François-Joachim de Pierre de Bernis (79 anos)                                   | 59       |
| 18 de janeiro de 1795   | Morte do Cardeal Andrea Corsini (59 anos)                                                         | 58       |
| 18 de fevereiro de 1795 | Morte do Cardeal Filippo Campanelli (55 anos)                                                     | 57       |
| 1 de junho de 1795      | criação de 1 cardeal                                                                              | 58       |
| 1 de junho de 1795      | Giulio Maria della Somaglia                                                                       | 58       |
| 21 de agosto de 1795    | Morte do Cardeal Joseph Franz Anton von Auersperg (61 anos)                                       | 57       |
| 21 de setembro de 1795  | Morte do Cardeal Guglielmo Pallotta (67 anos)                                                     | 56       |
| 4 de dezembro de 1795   | Morte do Cardeal Paolo Francesco Antamori (83 anos)                                               | 55       |
| 18 de dezembro de 1795  | Morte do Cardeal Fernando Spinelli (67 anos)                                                      | 54       |
| 26 de maio de 1796      | Morte do Cardeal Francesco Maria Banditi, C.R. (89 anos)                                          | 53       |
| 30 de março de 1796     | Morte do Cardeal Nicola Colonna di Stigliano (65 anos)                                            | 52       |
| 28 de abril de 1796     | Morte do Cardeal Angelo Maria Durini (70 anos)                                                    | 51       |
| 16 de maio de 1796      | Morte do Cardeal Vittorio Maria Baldassare Gaetano Costa d'Arignano (59 anos)                     | 50       |
| 7 de setembro de 1798   | Renúncia do Cardeal Vincenzo Maria Altieri                                                        | 48       |
| 7 de setembro de 1798   | Renúncia do Cardeal Tommaso Antici                                                                | 48       |
| 26 de janeiro de 1799   | Morte do Cardeal Carlo Rezzonico (74 anos)                                                        | 47       |
| 9 de fevereiro de 1799  | Morte do Cardeal Giovanni Archinto (62 anos)                                                      | 46       |
| 29 de agosto de 1799    | Morte do Papa Pio VI (81 anos)                                                                    | 46       |
| 23 de outubro de 1799   | Morte do Cardeal József Batthyány (72 anos)                                                       | 45       |
| 1 de dezembro de 1799   | Abertura do conclave                                                                              | 45       |
| 14 de março de 1800     | Eleição papal do Cardeal Barnaba (na religião Gregorio) Chiaramonti, O.S.B. com o nome de Pio VII | 44       |